# Kinderfeld
«Kinderfeld» es el track número 11 del álbum de 1996 Antichrist Superstar de la banda estadounidense Marilyn Manson. La letra se inspira en la ocasión en que Manson, de niño, encontró a su abuelo masturbándose mientras sus trenes de juguete estaban funcionando. 

## Apariciones
- Antichrist Superstar.

## Versiones
- "Kinderfeld" — "Aparece en Antichrist Superstar".
- "Kinderfeld (Live)" — Aparece en Dead to the World.
- "Smells Like Children" — Canción tocada en vivo en Smells Like Children Tour que se convertiría en Kinderfeld. Esta versión aparece en Antichrist Final Songs.

## Curiosidades
- El "Jack" mencionado en "Kinderfeld" se refiere al abuelo de Manson, Jack Warner.
- La línea "this is what you should fear, you are what you should fear" también aparecen en "Astonishing Panorama of the Endtimes".
- Es una de las pocas canciones que ser escritas y grabadas con la afinación de la guitarra Eb estándar
- Durante las actuaciones en directo, Manson toca una flauta pan.
- La canción cuenta con un pasaje que contiene las mismas letras como se oye en "Wormboy": "then I got my wings and I never even knew it, when I was a worm, thought I couldn't get through it..."